# Tiền giấy 1 đô la Mỹ
Tiền giấy 1 đô la Mỹ là tiền giấy thứ nhất trong các loại tiền giấy Hoa Kỳ. Kể từ năm 1876, nó đã trở thành tiền giấy có mệnh giá thấp nhất của tiền tệ Hoa Kỳ. Mặt trước in chân dung George Washington, tổng thống đầu tiên của Hoa Kỳ. Mặt sau in hai mặt của Đại ấn Hoa Kỳ. Tên gọi khác của nó có thể là one, single, buck, greenback, bone, bill, và clam.
Cục Dự trữ Liên bang cho biết tuổi thọ trung bình của một tờ $ 1 lưu thông là 5,8 năm, trước khi nó được thay thế vì lí do nào đó. Tính đến năm 2017, hiện có 12,1 tỷ tiền giấy một đô la đang lưu hành trên toàn thế giới .